# Carl de Bouché
Pour les articles homonymes, voir Bouché.
Carl de Bouché, né le 16 juillet 1845 à Munich et mort le 2 mars 1920 à Munich, est un peintre de vitraux bavarois.

## Biographie
Carl de Bouché étudie la peinture à l'académie royale des beaux-arts de Munich et se spécialise dans la peinture de genre et de paysages, puis il se tourne vers l'art du vitrail. De 1868 à 1873, il travaille à l'atelier de Wladimir von Swertschkoff à Schleissheim. Il fonde son propre atelier le 10 mai 1873 à Munich qui devient rapidement fameux. Il s'installe ensuite dans un atelier avec appartement au no 8 de l'Ainmillerstraße (détruit par les bombardements de 1944) et acquiert ensuite les maisons des nos 7, 11 et 29.
Carl de Bouché signe en tant que maître verrier de la Cour à partir de 1889, et à partir de 1901 également de maître verrier de Sa Majesté l'empereur allemand et roi de Prusse. Guillaume II honore son atelier d'une visite en novembre 1906.
Son fils et élève, Carl de Bouché junior, né le 10 mai 1869, prend la tête de l'entreprise en 1917. Elle se trouvait alors dans le parc du château de Nymphenburg.

## Œuvre
Carl de Bouché travaille essentiellement pour les vitraux d'églises, par exemple :
- la cathédrale de Visby ;
- la cathédrale d'Augsbourg ;
- la cathédrale catholique d'Athènes ;
- le vitrail de Jean-Sébastien Bach à l'église Saint-Thomas de Leipzig ;
- l'église Saint-Nicolas de Leipzig ;
- le vitrail du chœur de l'église de la Commémoration de Spire (sur commande de Guillaume II) ;
- le vitrail de l'empereur de la cathédrale de Königsberg, ainsi qu'à Liegnitz, Lunebourg, Wiesbaden et à l'église Sainte-Marie de Lübeck (détruit pendant le bombardement de 1942) ;
- l'église Saint-Georges (de) de Dinkelsbühl ;
- l'église Saint-Blaise du couvent dominicain de Ratisbonne ;
- l'église Sainte-Anne de Lehel (Munich) ;
- l'église Saint-Bennon de Munich ;
- l'église Saint-Jean de Lunebourg.

L'État du royaume de Bavière lui commande également les restaurations des vitraux de la cathédrale de Ratisbonne et à Münnerstadt. Il reçoit aussi des commandes pour des maisons particulières, surtout à Munich, ainsi que pour le musée de l'armée bavaroise (de), la gare centrale de Munich et le nouvel hôtel de ville de Munich.

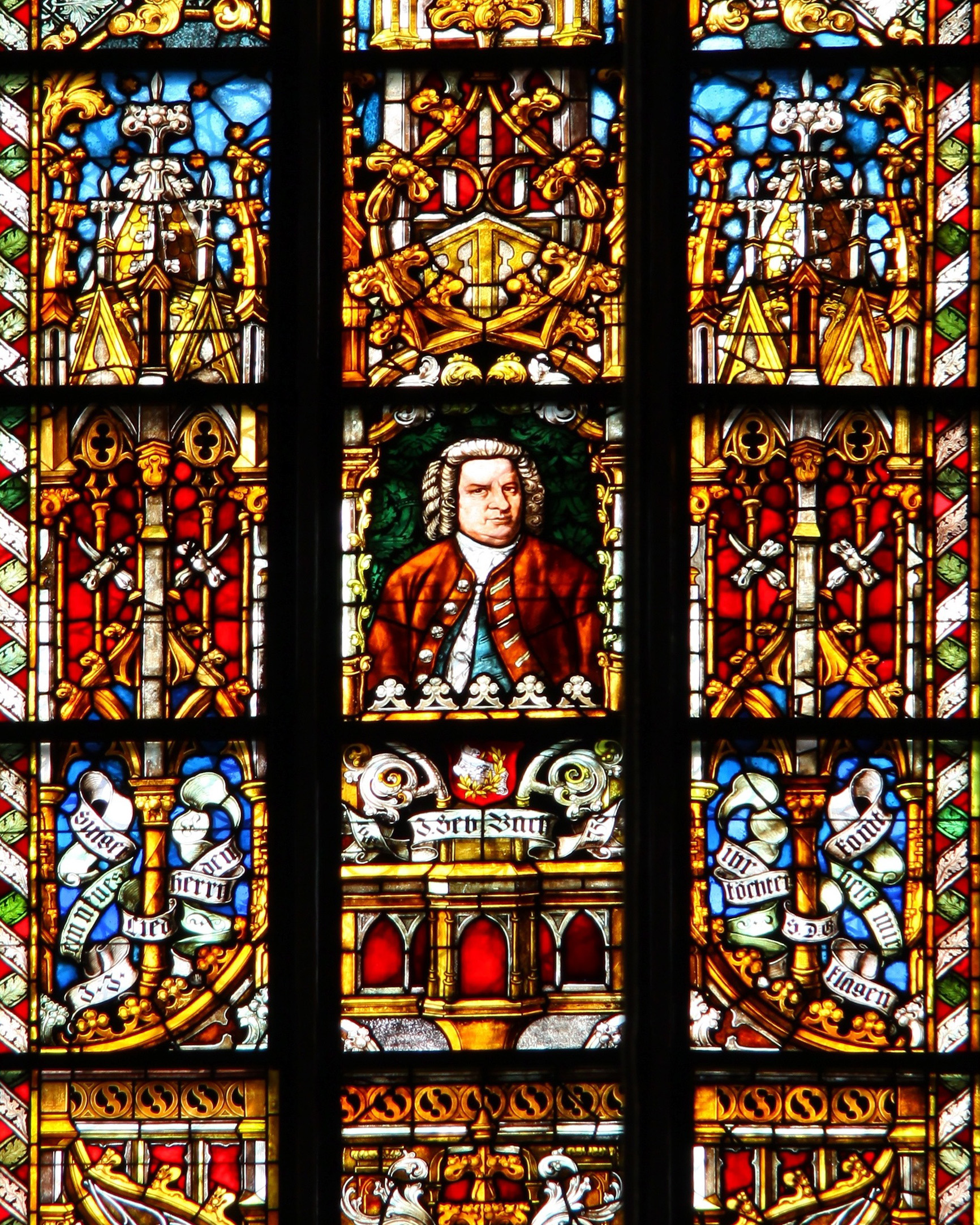
Vitrail de Jean-Sébastien Bach à Saint-Thomas de Leipzig.
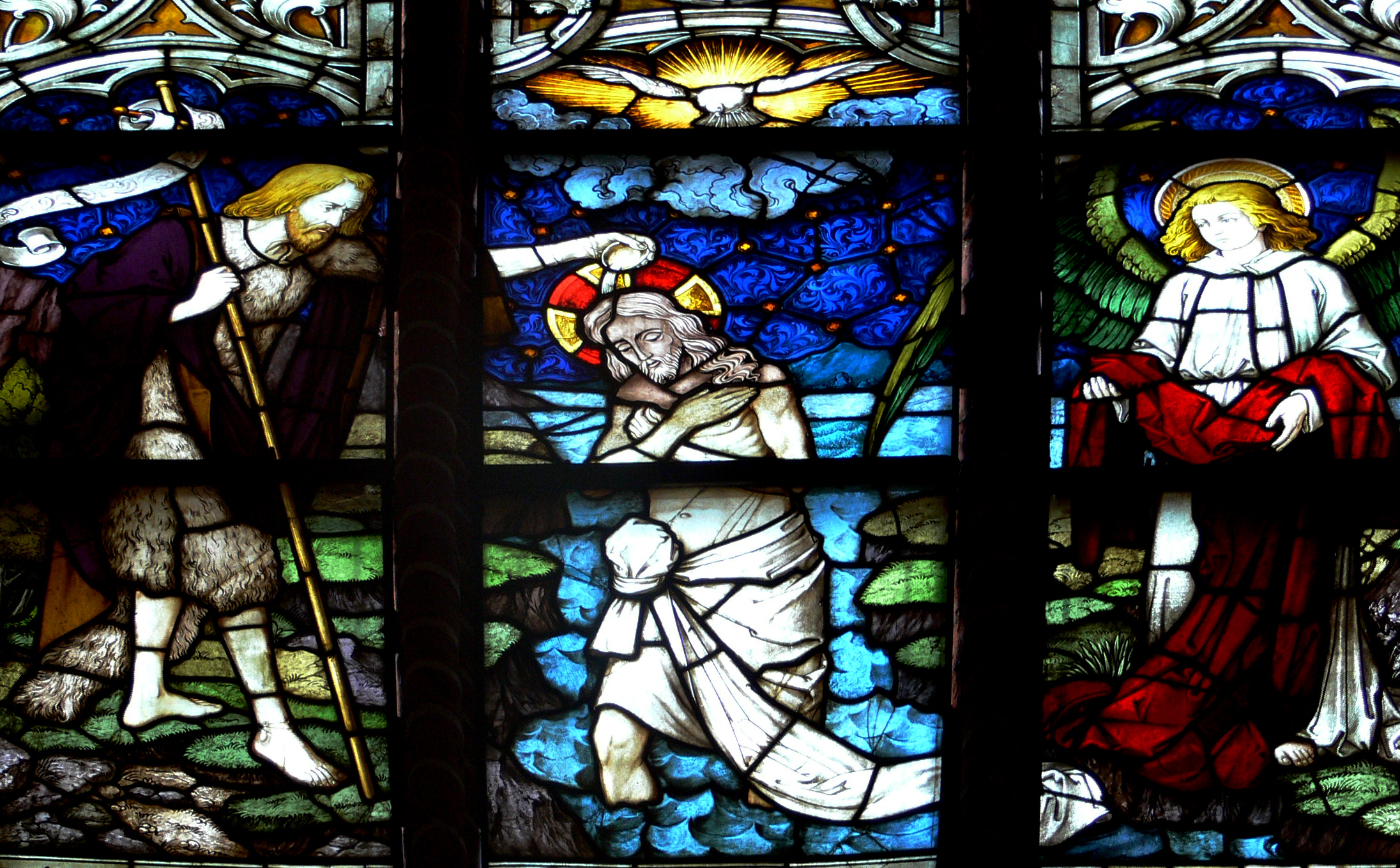
Le Baptême de Jésus, détail du vitrail du chœur de l'église Saint-Jean de Lunebourg, commandé par Guillaume II.
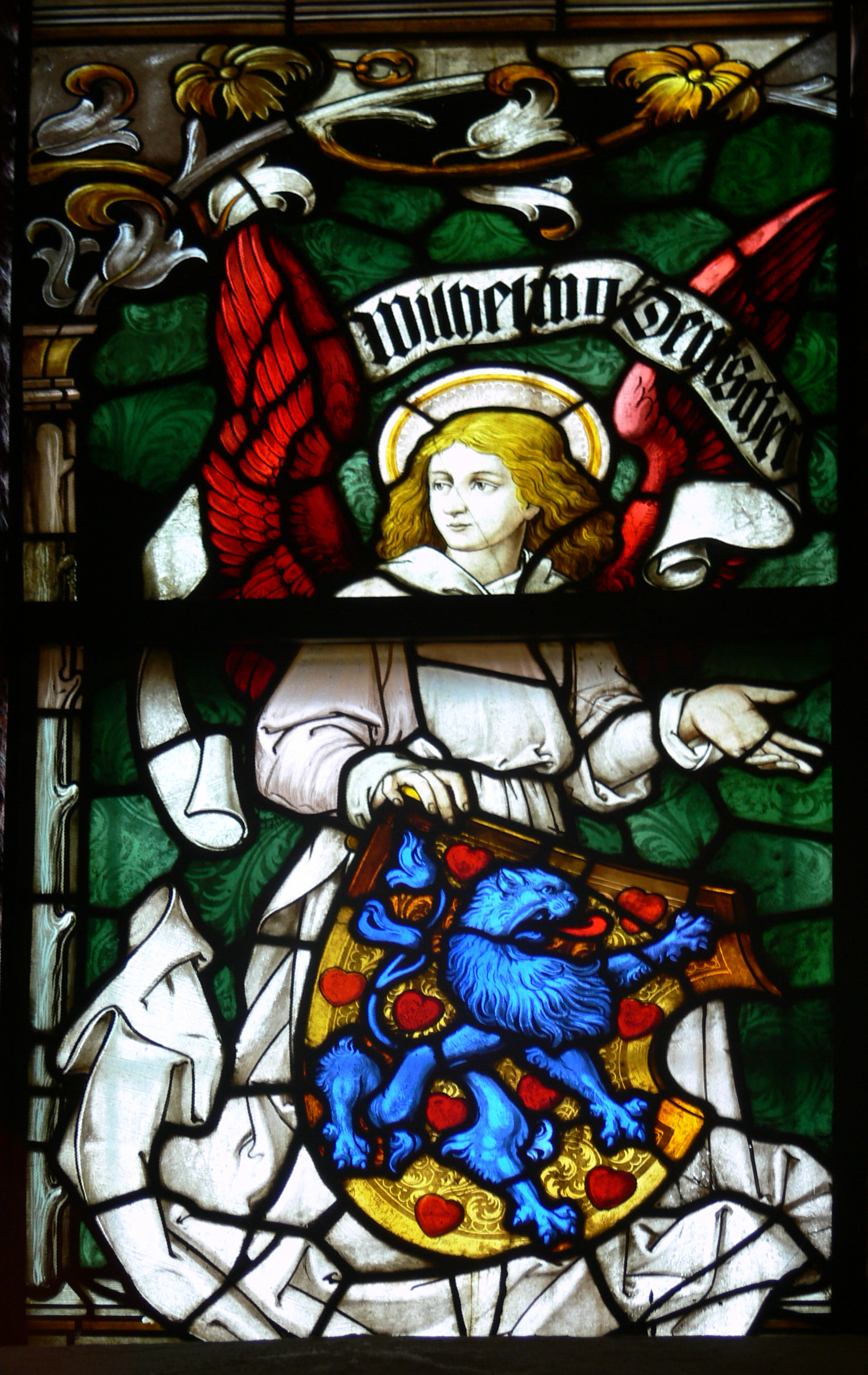
Détail d'un vitrail de l'église Saint-Jean de Lunebourg.
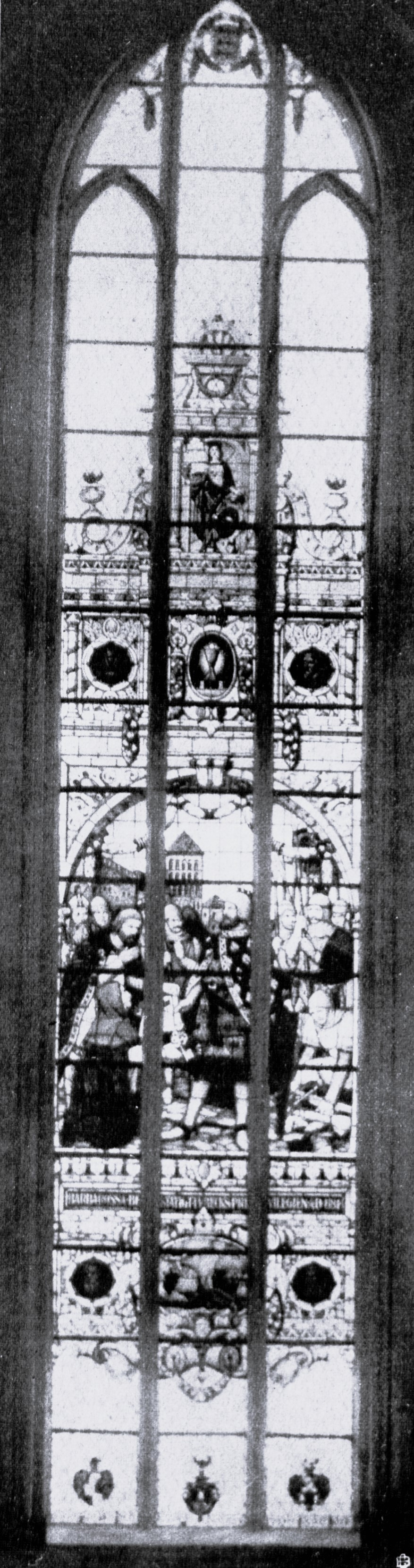
Le vitrail de l'empereur à l'église Sainte-Marie de Lübeck